# Re-Flex
Re-Flex sono stati un gruppo musicale inglese noto in particolare negli anni ottanta, grazie alla pubblicazione del brano The Politics of Dancing.

## Formazione

### Ultima
- John Baxter - voce, chitarra
- Paul Fishman - tastiere, voce
- Roland Vaughan Kerridge - batteria elettronica, batteria, percussioni,  voce
- Nigel Ross-Scott - basso, voce

### Altri componenti
- Francois Craig - basso, voce
- John Hodges - chitarra
- Phil Gould - batteria
- Mark King - batteria

## Discografia

### Album in studio
- 1983 - The Politics of Dancing
- 2002 - Humanication
- 2010 - Jamming the Broadcast
- 2010 - Movement Of The Action Fraction

### Raccolte
- 2010 - Music Re-Action
- 2010 - Re-Fuse

### Singoli
- 1983 - The Politics of Dancing
- 1983 - Hurt
- 1983 - Hitline
- 1984 - Couldn't Stand A Day
- 1984 - Praying To The Beat
- 1984 - Sensitive
- 1985 - How Much Longer